# Herbert Stothart
Herbert Stothart est un compositeur américain, né le 11 septembre 1885 à Milwaukee, dans le Wisconsin, et mort le 1er février 1949 à Los Angeles (États-Unis). Il était directeur musical de la Metro-Goldwyn-Mayer. 

## Filmographie

### comme compositeur
- 1929 :
  - Dynamite
  - Devil-May-Care
- 1930 :
  - Le Chanteur de Séville
  - Le Chant de la flamme (The Song of the Flame)
  - The Florodora Girl (A Story of the Gay Nineties)
  - Sevilla de mis amores
  - Madame Satan (Madam Satan) : musique du « ballet électrique » - non crédité
- 1931 :
  - The Prodigal
  - Rumba d'amour (The Cuban Love Song)
- 1932 :
  - Dans la nuit des pagodes (The Son-Daughter) de Clarence Brown
  - Raspoutine et l'Impératrice (Rasputin And The Empress)
- 1933 :
  - Après nous le déluge (Today we live)
  - La Sœur blanche (The White Sister)
  - Le Chant du Nil (The Barbarian)
  - Turn Back the Clock
  - Vol de nuit (Night Flight)
  - Christopher Bean
  - La Reine Christine (Queen Christina)
- 1934 :
  - La Veuve joyeuse (The Merry widow)
  - Riptide
  - Laughing Boy
  - L'Île au trésor (Treasure Island)
  - La Passagère (Chained), de Clarence Brown
  - Miss Barrett (The Barretts of Wimpole Street), de Sidney Franklin
  - What Every Woman Knows de Gregory La Cava
  - Quand une femme aime (Riptide) d'Edmund Goulding
  - Le Voile des illusions (The Painted Veil)
  - Sequoia
- 1935 :
  - Biography of a Bachelor Girl
  - David Copperfield (The Personal History, Adventures, Experience, and Observation of David Copperfield, the Younger)
  - The Winning Ticket
  - Vanessa: Her Love Story (en)
  - Imprudente Jeunesse (Reckless)
  - Age of Indiscretion
  - Pursuit
  - La Malle de Singapour (China Seas)
  - Anna Karénine (Anna Karenina)
  - Les Révoltés du Bounty (Mutiny on the Bounty)
  - Une nuit à l'opéra (A Night at the Opera)
  - Impétueuse Jeunesse (Ah, Wilderness!)
  - Le Marquis de Saint-Évremont (A Tale of Two Cities)
- 1936 :
  - Rose-Marie
  - Sa femme et sa secrétaire (Wife versus Secretary)
  - Robin des Bois d'El Dorado (The Robin Hood of El Dorado)
  - Moonlight Murder
  - Master Will Shakespeare
  - Roméo et Juliette (Romeo and Juliet)
  - L'Enchanteresse (The Gorgeous Hussy)
  - Au seuil de la vie (The Devil Is a Sissy)
  - Le Roman de Marguerite Gautier (Camille)
  - Nick, gentleman détective (After the thin Man) de W. S. Van Dyke
- 1937 :
  - Man of the People
  - Visages d'Orient ou La Terre chinoise (The Good Earth), de Sidney Franklin
  - L'Espionne de Castille (The Firefly)
  - Marie Walewska (The Conquest)
  - The Bad Man of Brimstone
- 1938 :
  - Marie-Antoinette
  - Of Human Hearts
- 1939 :
  - Emporte mon cœur (Broadway Serenade)
  - La Ronde des pantins (Idiot’s Delight)
  - Henry Goes Arizona
- 1940 :
  - Le Grand Passage (Northwest Passage)
  - La Vie de Thomas Edison (Edison, the Man)
  - La Valse dans l'ombre (Waterloo Bridge)
  - Suzanne et ses idées (Susan and God)
  - Orgueil et Préjugés (Pride and Prejudice)
- 1941 :
  - Viens avec moi (Come Live with Me)
  - Des hommes vivront (Men of Boys Town)
  - La Danseuse des Folies Ziegfeld (Ziegfeld Girl)
  - L'aventure commence à Bombay (They Met in Bombay)
  - Chagrins d'amour (film) (Smilin' Through)
- 1942 :
  - Rio Rita
  - Madame Miniver
  - The Affairs of Martha
  - Ma femme est un ange (I Married an Angel)
  - Cairo
  - Prisonniers du passé (Random Harvest)
  - Tennessee Johnson
- 1943 :
  - Et la vie continue (The Human Comedy)
  - Three Hearts for Julia
  - Madame Curie
  - Un nommé Joe (A Guy Named Joe)
- 1944 :
  - Les Blanches Falaises de Douvres (The white cliffs of Dover)
  - Les Fils du dragon (Dragon Seed)
  - Kismet
  - Trente Secondes sur Tokyo (Thirty Seconds Over Tokyo)
  - Le Grand National (National Velvet)
- 1945 :
  - Le Portrait de Dorian Gray (The Picture of Dorian Gray)
  - Son of Lassie
  - La Vallée du jugement (The Valley of Decision)
  - Les Sacrifiés (They Were Expendable)
  - L'Aventure (Adventure)
- 1946 :
  - Les Vertes Années (The Green Years), de Victor Saville
  - Lame de fond (Undercurrent)
  - Jody et le Faon (The Yearling)
- 1947 :
  - Le Maître de la prairie (Sea of grass)
  - L'Île enchantée (High Barbaree)
  - La Danse inachevée (The Unfinished Dance)
  - La Femme de l'autre (Desire me)
  - Quand vient l'hiver (If Winter Comes)
- 1948 :
  - Les Trois Mousquetaires (The Three Musketeers)
  - Hills of Home
- 1949 :
  - Big Jack
- 1950 :
  - L'Histoire des Miniver (The Miniver story)
- 1954 :
  - Rose Marie
- 1993 :
  - Workteams & the Wizard of Oz (vidéo)
- 1993 :
  - We're Off to See the Munchkins (vidéo)
- 1995 :
  - The Wizard of Oz in Concert: Dreams Come True (TV)
- 1996 :
  - The Wizard of Oz on Ice (TV)

### comme adaptateur
- 1938 : 
  - Amants : chanson Wooden shoes de Victor Herbert

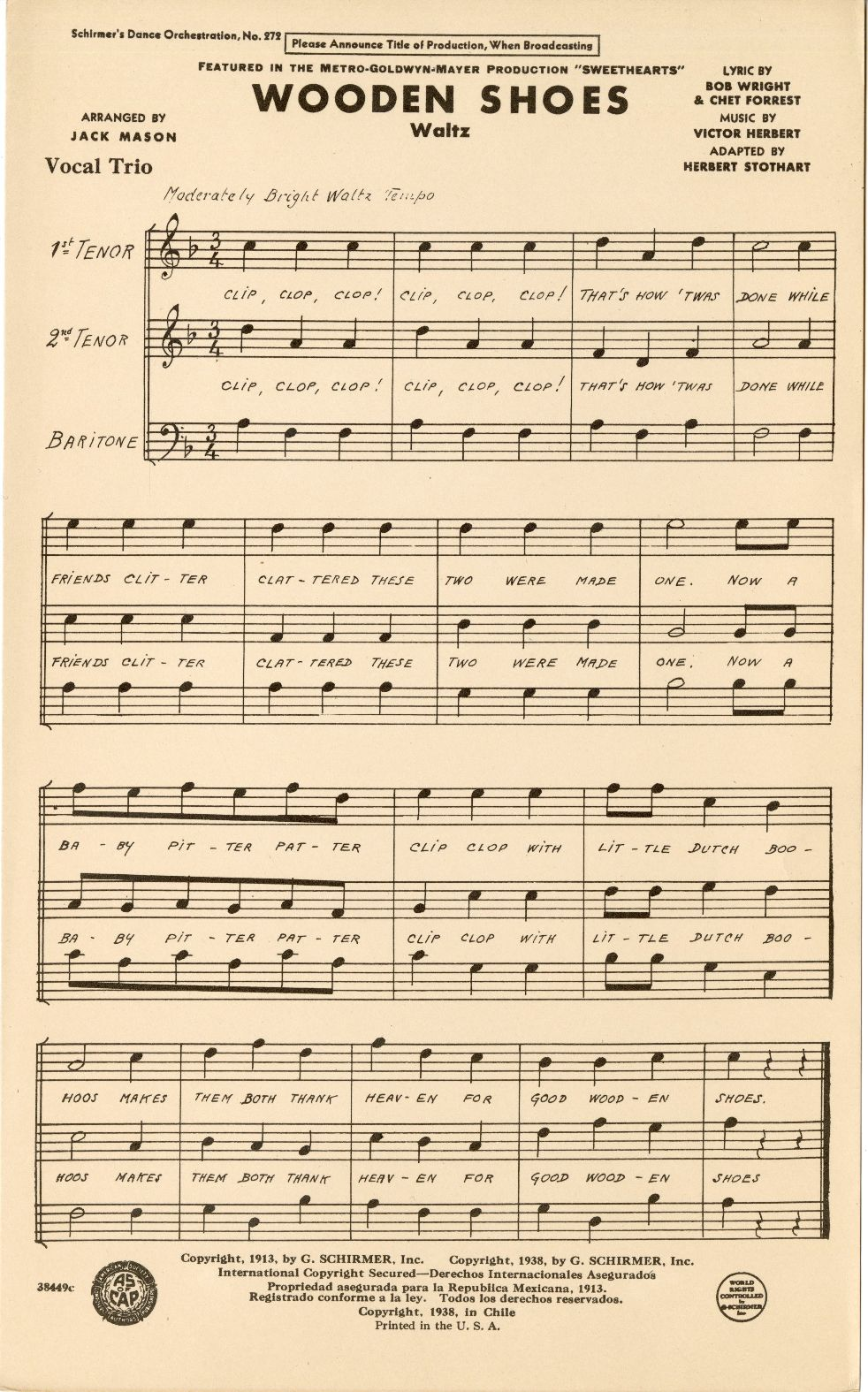
Partition de Wooden shoes pour Sweethearts